# 娘惹粽

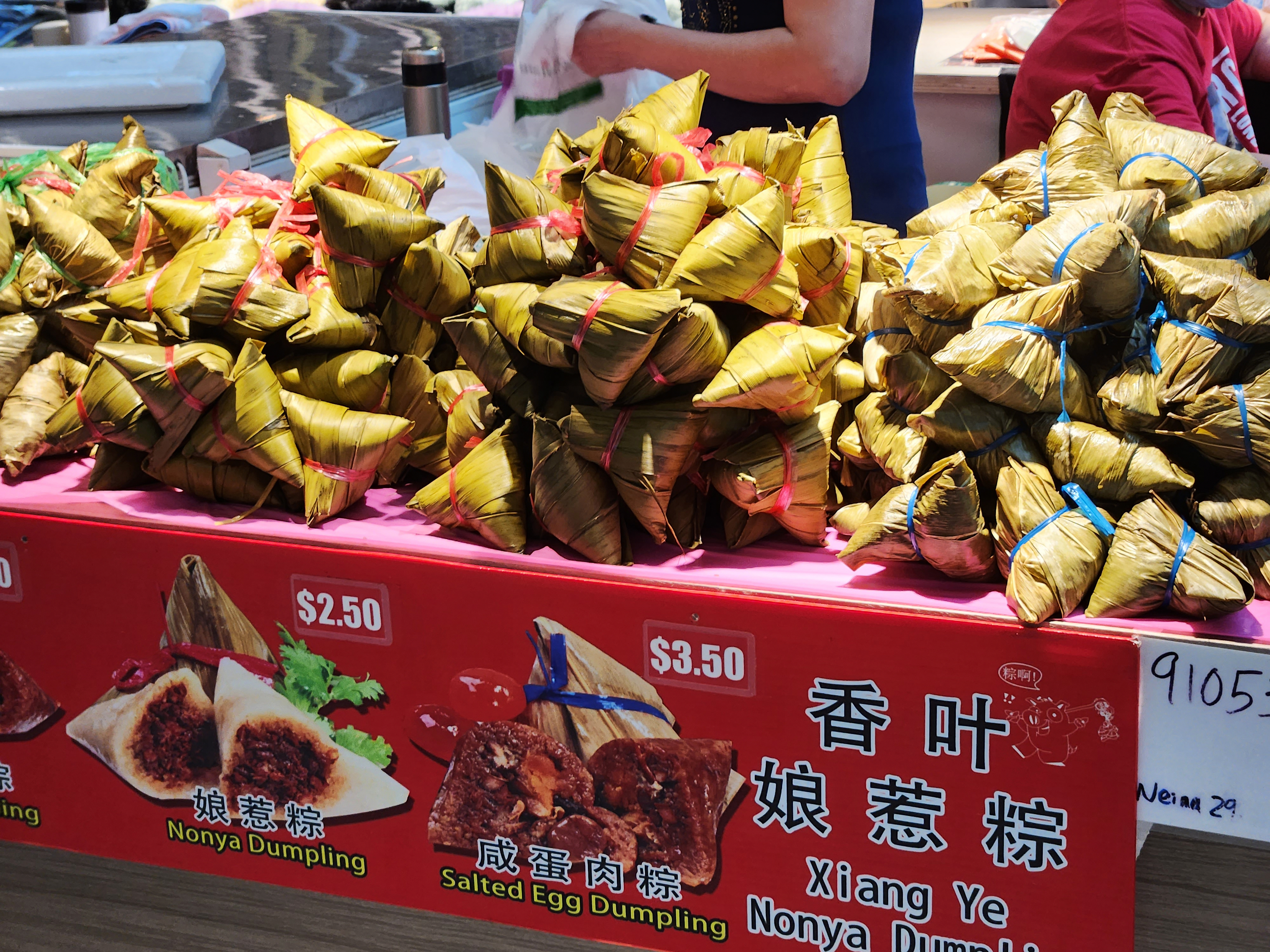

娘惹粽是一種流傳於馬來半島西海岸華人社區的粽子，在檳城、馬六甲、新加坡等以華人為主的城市都很常見。早期的娘惹將自身的飲食文化融入華人的飲食當中，因此在粽子內裹了豬肉、香菇、冬瓜糖，另外加上用各種香料和蝦米炒香的“閏巴（Rempah）”，最後放入一片班蘭葉。另外，娘惹粽所用的糯米在包裹前會使用蝶豆花（當地人稱為藍花）染藍，因此色澤帶藍成為娘惹粽外形上最大的特色。